# Kildini számi nyelv
A kildini számi nyelv (saját elnevezéssel Кӣллт са̄мь кӣлл (saam' kiill)) az uráli nyelvcsaládba tartozó számi nyelvek egyike, annak keleti csoportjába tartozik. Legközelebbi rokonai az inari, a kolta, az akkala és a teri számi nyelv.

## A nyelv nevének eredete
Az oroszországi Kildin (Кильдин, finn Kiltinä) a Kola-félsziget északi partján fekszik, Murmanszk közelében. Csak a szakirodalomban nevezik el ezt a nyelvet erről a városról. A nyelv beszélői magukat са̄ммьленч-nek (saaḿḿlentš) hívják és a nyelvüket са̄мь кӣлл-nek (saaḿ kiill).

## A jelenlegi helyzet
Napjainkban mintegy 650 ember beszéli ezt a számi nyelvet a Kola-félszigeten. Beszélőinek száma alapján ez a legnagyobb keleti-számi nyelv, de rosszabb kilátásai vannak a jövőre, mint az inarinak vagy a kolta száminak. A kildinit főképp a félsziget közepén lévő Lovozero (Ловозеро, kildini Луяввьр, finn Luujärvi) városában és környékén beszélik. Legközelebbi rokonnyelvét, a kihalt akkala számit a kildini nyelv nyelvjárásának tekintették korábban.
Az 1930-as években latin betűs ábécét alkottak a kildini számára, ez viszont nem terjedt el. Csak az 1970-es években foglalkoztak újra az írásbeliség kérdésével, ami már viszont a cirill ábécén nyugodott.